# Марсело Салас
Хосе Марсело Салас Мелинао (на испански: José Marcelo Salas Melinao), по-известен като Марсело Салас е бивш чилийски футболист, играл като централен нападател.
Заедно с Иван Саморано и Елиас Фигероа е смятан за един от най-известните футболисти на Чили. Голмайстор на чилийския национален отбор за всички времена. Като национален състезател участва на Мондиал 98, на който отбелязва 4 гола в 4 мача, участва и на две издания от турнира за Копа Америка. Избран е за Футболист № 1 на Южна Америка за 1997 г.

## Състезателна кариера

### Ранна кариера
Марсело Салас е юноша на Депортес Темуко. Професионалната му кариера започва в състава на Клуб Универсидад де Чиле. Официалният му дебют за първия отбор е на 10 април 1993 г. в мач за националната купа срещу състава на Депортес Колчагуа.
В следващите две години печели две национални първенства, а през 1996 г. достига до полуфинала на Копа Либертадорес, на който е елиминиран от бъдещия носител на трофея Ривър Плейт. В първия мач Салас отбелязва едно от попаденията за домакинското равенство 2-2, но губи реванша с 0-1.

### Ривър Плейт
Треньорът на Ривър Карлос Билардо остава впечатлен от уменията на младия чилиец и го привлича в състава си., а трансферната сума е на стойност 3,5 милиона долара. С екипа на „милионерите“ печели в два сезона Апертура и веднъж Клаусура в аржентинското първенство.
През 1997 г. достига финал от турнира за Суперкопа Судамерикана срещу Сао Пауло. Първият мач на бразилска земя завършва без победител 0-0, а на реванша Салас носи победата с два гола за крайното 2-1.

### Лацио
През 1998 г. Свен-Йоран Ериксон го привлича в състава на Лацио и Салас става част от един от най-славните отбори в историята на римския клуб. По това време негови съотборници са футболисти сред които Диего Симеоне, Хуан Верон, Клаудио Лопес, Ернан Креспо, Нестор Сенсини, Матиас Алмейда, Павел Недвед, Алесандро Неста, Кристиан Виери, Атилио Ломбардо, Сержио Консейсао, Фернандо Коуто, Иван де ла Пеня, Деян Станкович и Синиша Михайлович. С екипа на „римските орли“ Салас постига най-големите си успехи на клубно ниво. През сезон 1999-2000 тимът доминира в Италия и печели требъл. Печели и КНК за сезон 1998–99 след победа над Майорка с 2-1. През същата година бележи и единственото попадение за спечелването на трофея в мача за Суперкупата на УЕФА срещу Манчестър Юнайтед.

### Ювентус
През 2001 г. Марчело Липи го привлича в Ювентус. Кариерата му при „бианконерите“ стартира злополучно. На 20 октомври 2001 г. в мач срещу Болоня Марсело Салас къса кръстни връзки и отсъства от терените за дълго време. След възстановяването си печели две титли и една суперкупа на страната, но губи титулярното си място в конкуренцията на новопривлечените Дарко Ковачевич и Марко ди Вайо. В последните две години от договора си с клуба от Торино е пратен под наем в Ривър Плейт. Завършва кариерата си на 34-годишна възраст в първия си клуб Универсидад де Чиле през 2008 г.

## Национален отбор
На 18 май 1994, 19-годишен дебютира с гол за националния отбор на Чили срещу Аржентина за крайното 3-3. В квалификациите за Мондиал 98 отбелязва 11 гола от които два хеттрика срещу отборите на Колумбия и Перу, а Чили се класира на световно първенство за първи път от 1982 г.
На 12 февруари 1998 г. в контрола преди първенството отбелязва 2 гола на Уембли за победата с 2-0 срещу отбора на Англия.
На самото първенство с негови два гола Чили завършва 2-2 срещу отбора на Италия, бележи и на Австрия. На осминафинала отбелязва гол и срещу Бразилия, но Чили отпада след загуба с 1-4.
Със своите 4 гола печели „бронзова обувка“ като трети голмайстор на шампионата. През 2001 г. наследява капитанската лента от прекратилия кариерата си Иван Саморано и я носи до 2007 г. преди да я предаде на Клаудио Браво. Последният му мач е на 18 ноември 2007 г. в квалификации за Мондиал 2010 срещу Уругвай и също е увенчан с гол.

## Любопитно
След края на състезателната си кариера Марсело Салас учи в Родината си спортен мениджмънт и маркетинг. Инвестира в земеделие и създава плантация за отглеждане на боровинки, търгува продукцията си в САЩ и Европа. Паралелно с това закупува акциите и става собственик на родния си клуб Депортес Темуко.

## Успехи
Клуб Универсидад де Чиле
- Шампион на Чили (2): 1994, 1995
- Копа Либертадорес
  - Полуфинал (1): 1996

 Ривър Плейт
- Шампион на Аржентина - Апертура 1997, Клаусура 1997, Апертура 2004
- Суперкопа Судамерикана (1): 1997

 Лацио
- Шампион на Италия (1): 1999-2000
- Купа на Италия (1): 1999-2000
- Суперкупа на Италия (2): 1998, 2000
- Купа на носителите на купи (1): 1998–99
- Суперкупа на УЕФА (1): 1999

 ФК Ювентус
- Шампион на Италия (2): 2001–02, 2002–03
- Суперкупа на Италия (1): 2002

Индивидуални
- Футболист № 1 на Южна Америка (1): 1997
- Бронзова обувка – Мондиал 98 (4 гола)